# Die Klage des Hirten
Die Klage des Hirten ist der Bildtitel eines Gemäldes von Arnold Böcklin (1827–1901). Das Gemälde, das auch unter dem Titel Amaryllis bekannt ist, ist Bestandteil der Sammlung Schack in München.

## Geschichte
Das Motiv des Gemäldes stammt aus einer der Idyllen des antiken griechischen Dichters Theokrit (um 270 v. Chr.), in der ein Hirte die Nymphe Amaryllis in ihrer Grotte besucht und in einer Liebesklage darüber nachsinnt, warum sie ihn zurückweist.

„Ach, Amaryllis, du süße, warum nicht mehr aus der Grotte
Guckst du wie sonst, und nennst mich dein Schätzlein? Bist du mir böse?
Dünkt dir die Nase zu platt an mir, in der Nähe gesehen,
Mädchen? zu lang mein Bart? O du ruhst nicht, bis ich mich hänge! ...“

Böcklin malte das Bild 1866. Im selben Jahr erwarb es der Sammler Adolf Friedrich von Schack für seine Sammlung. In dem im Verlag Dr. E. Albert im Jahre 1888 erschienenen Prachtwerk „Die Gemälde-Galerie des Grafen A. F. v. Schack in München“ war das Gemälde in einer vollseitigen Heliogravüre reproduziert.

## Beschreibung
Das Gemälde hat eine Höhe von 137,9 cm und eine Breite von 100,4 cm. Es ist mit Ölfarbe auf Leinwand gemalt.
Während Theokrit den Hirten als bärtigen Mann beschreibt, stellt Böcklin ihn als Jüngling dar, der lediglich mit einem Lendenschurz bekleidet ist. Er steht mit überschlagenen Beinen vor einer Felswand, die mit Efeu und Rosen üppig bewachsen ist und an der Wasser über bemooste Steine herabtropft. Der Jüngling hat die linke Hand erhoben. In der rechten hält er eine Panflöte, die er vom Mund abgesetzt hat, um zu der Nymphe zu sprechen. Links neben dem Hirten ist Amaryllis im Halbdunkel einer Grotte nur schemenhaft dargestellt. Sie trägt ein weißes Gewand und sitzt auf einer Bank. Den Kopf hat sie auf eine Hand gestützt und zum Höhleneingang gewendet, die Augen sind neugierig abwartend auf den Hirten gerichtet. Vor dem Eingang zur Grotte bilden die Geschenke des Hirten ein kleines Stillleben mit Weintrauben, Granatäpfeln und einer antiken Vase, auf der im Stil der griechischen Vasenmalerei ein Jüngling dargestellt ist, der einer Frau einen Blütenzweig überreicht.
Bernhard Wyss berichtet in seinem Buch Erinnerungen an Böcklin, der Maler habe ihm erzählt, die Beine des Hirten „seien die besten Beine, die er in seinem Leben gemalt habe; aber sie hätten nicht einem Knaben gehört, sondern – er teilte mir das als ein tiefes Geheimnis mit – einem wunderhübschen Ballettmädchen“.